# Prałatura terytorialna Itacoatiara
Prałatura terytorialna Itacoatiara (łac. Territorialis Praelatura Itacoatiarensis, port. Prelazia de Itacoatiara) – rzymskokatolicka prałatura terytorialna ze stolicą w Itacoatiara w stanie Amazonas, w Brazylii. Prałatura jest sufraganią archidiecezji Manaus.
W 2004 w prałaturze posługiwało 8 zakonników i 7 sióstr zakonnych.

## Historia
13 lipca 1963 papież Paweł VI bullą Ad Christi divini erygował prałaturę terytorialną Itacoatiara. Dotychczas wierni z tych terenów należeli do archidiecezji Manaus.

## Prałaci Itacoatiary
- Francis Paul McHugh SFM[1] (1965–1972)
  - João de Souza Lima (1972–1975) administrator apostolski, arcybiskup Manaus
- Jorge Eduardo Marskell SFM[1] (1975–1998)
- Carillo Gritti IMC[2] (2000–2016)
- José Ionilton Lisboa de Oliveira SDV (2017–2023)
- Edmilson Tadeu Canavarros dos Santos SDB (od 2024)